# داکینگ ماکرومولکولی
داکینگ ماکرومولکولی (به انگلیسی: Macromolecular docking) یکی از انواع داکینگ مولکولی است. مدل‌سازی محاسباتی از ساختار کواترنر مجتمع‌ها است که توسط دو یا چند ماکرومولکول بیولوژیکی متقابل ایجاد شده‌است. غالباً مجتمع‌های پروتئین-پروتئین و پس از آن‌ها مجتمع‌های پروتئین- اسید نوکلئیک هدف تلاش چنین مدل‌سازی‌هایی هستند،
هدف نهایی داکینگ پیش‌بینی ساختار سه بعدی مجتمع ماکرومولکولی موردنظر به همان شکلی که در یک ارگانیسم زنده ظاهر می‌شود است. داکینگ فقط ساختارهای را به عنوان نامزدهای قابل قبول تولید می‌کند. این نامزدها باید با استفاده از روشهایی مانند توابع امتیاز دهی به ترتیب رتبه‌بندی شوند تا ساختارهایی که به احتمال زیاد در طبیعت رخ می‌دهند شناسایی شوند.
اصطلاح داکینگ به اواخر دهه ۱۹۷۰ بر می‌گردد. در آن زمان معنای محدودتری داشت. داکینگ به معنای پالایش یک مدل از یک مجتمع پیچیده با بهینه‌سازی جدایی بین متقابل‌ها اما ثابت نگه داشتن جهت‌گیری‌های نسبی آنها نسبت به هم بوده‌است. بعدها جهت‌گیری نسبی عوامل درگیر در مدل مجاز به تغییر شد، اما هندسه داخلی هر یک از آن‌ها ثابت نگه داشته شد. به این نوع مدل‌سازی گاهی با نام «داکینگ سخت» اشاره می‌شود. با افزایش بیشتر قدرت محاسباتی، امکان مدل‌سازی تغییرات در هندسه داخلی عوامل در تعامل که ممکن است در هنگام شکل‌گیری یک مجتمع به وجود بیاید پیش آمد. از این نوع مدل‌سازی با «داکینگ انعطاف پذیر» یاد می‌شود.

## ارزیابی

### توابع به امتیازدهی
برای یافتن نمره ای که مبنای مناسبی برای انتخاب بهترین ساختار باشد، مطالعات براساس معیارهای استاندارد (موارد زیر) از تعامل‌های پروتئین-پروتئین انجام می‌شود. توابع امتیاز دهی براساس رتبه ای که به بهترین ساختار اختصاص می‌دهند ارزیابی می‌شوند (از نظر ایدئال بهترین ساختار باید در رتبه اول قرار بگیرد) و میزان پوشش آن‌ها (چه نسبتی از محک‌ها به نتیجهٔ قابل قبولی دست یافته‌اند).
انواع نمره‌دهی‌های مورد مطالعه شامل موارد زیر اند:
- نمرات اکتشافی بر اساس اتصالات باقیمانده.
- شکل مکمل سطوح مولکولی ("استریوشیمی").
- انرژی آزاد، برآوردشده با استفاده از پارامترهای از مکانیک مولکولی مجبور زمینه مانند CHARMM یا AMBER.
- مطلوبیت فیلوژنتیک مناطق در حال تعامل
- ضرایب خوشه بندی.
- اطلاعات مبتنی بر اطلاعات.

بسیار متداول است که با ترکیبی از یک یا چند تا از دسته‌بندی‌های بالا در یک جمع وزن دار که وزن آنها بر اساس محک‌ها بهینه‌سازی می‌شود، نمرات ترکیبی ایجاد کرد. برای جلوگیری از جانبداری، موارد محک مورد استفاده برای بهینه‌سازی وزن نباید با موارد استفاده شده برای آزمایش نهایی نمره همپوشانی داشته باشد.